# Collegium Hungaricum Bécs
A Collegium Hungaricum Bécs (németül Collegium Hungaricum Wien) Magyarország kulturális intézete Ausztria fővárosában, Bécsben. Az 1924-es alapítása óta a magyar kultúra, oktatás és tudomány legjelentősebb közvetítője az országban. Az intézmény elsődleges feladata a magyar kulturális örökség, az innováció, valamint a művészeti és tudományos eredmények közvetítése és népszerűsítése az osztrák, nemzetközi és hazai közönség körében. Tevékenységei révén előmozdítja Magyarország és Ausztria közötti kulturális párbeszédet, támogatja a két ország közötti oktatási, tudományos és művészeti együttműködést, emellett közrejátszik a magyarországi és határon túli magyar közösségek kulturális értékeinek ápolásában, valamint ezen közösségek közötti kapcsolatok erősítésében.
A bécsi Collegium Hungaricum a világszerte 24 országban működő 26 magyar kulturális intézet (Liszt Intézetek és Collegium Hungaricumok) közül nyolc emeletes épületével és 9 munkatársával az egyik legnagyobb. Az épületben az irodákon és az ösztöndíjas apartmanokon kívül 188 nm-es kiállítótér, 13 000 kötetes könyvtár, szemináriumi terem és 110 férőhelyes színház-/moziterem is található. Az intézet negyedik emeletén működik a Bécsi Magyar Iskola Egyesület. Az intézetek szakmai felügyeletét a Kulturális és Innovációs Minisztérium látja el, míg az épületeket és a működést a Külgazdasági és Külügyminisztérium biztosítja.

## Története

### Alapítás
A bécsi Collegium Hungaricum alapítása előtt jött létre Bécsben a Magyar Történeti Intézet 1920-ban, Károlyi Árpád történész vezetésével, amit 1948-ban ugyan megszüntettek, de 2000-res újjáalakítása után ma a Collegium Hungaricum egyfajta "testvérszervezeteként" működik ugyanabban az épületben. A Collegium Hungaricum 1924-ben nyitotta meg kapuit, négy évvel a diplomáciai kapcsolatok helyreállítását követően, Lábán Antal irodalomtörténész vezetésével. Az intézménynek otthont adó Trautson-palota korábban a magyar királyi testőrség székhelye volt; az épületet Johann Bernhard Fischer von Erlach tervezte barokk stílusban, és 1760-tól töltött be központi szerepet a testőrség életében. A palotában olyan jelentős magyar értelmiségiek is szolgáltak, mint Bessenyei György író vagy Kisfaludy Sándor költő, így az épület már jóval a Collegium megalapítása előtt is fontos magyar szellemi térként működött. A Collegium Hungaricum ettől kezdve a tudományos elitképzés egyik meghatározó helyszíneként működött, ahol számos ismert magyar tudós folytatta tanulmányait.

### A két világháború között
Az 1920-as és 1930-as évek a Collegium Hungaricum első, klasszikus aranykora. A két világháború közötti időszakban, a Klebelsberg Kuno nevéhez köthető tudománypolitikai irányvonal eredményeként, a Collegium Hungaricum a fiatal magyar értelmiségiek és tudósjelöltek számára kínált ösztöndíjas lehetőséget. Az intézmény vendégei között főként a már doktori címet birtokló fiatalok szerepeltek, akik közül 1924 és 1939 között mintegy 400 fő költözött Bécsbe, többnyire egy évre. Emellett számos tapasztalt kutató, egyetemi és főiskolai oktató is rövidebb kutatási célból tartózkodott az intézményben, amely ekkorra már a tudományos mobilitás fontos központjává vált.

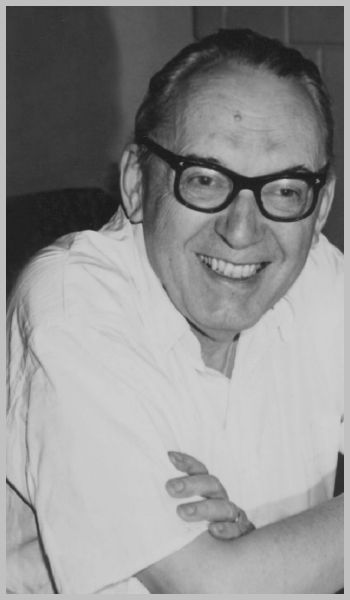
Bibó István

#### Az időszak neves emberei, akik a Collegium Hungaricumban laktak
- Alföldi András, ókortörténész
- Balogh Jolán, művészettörténész
- Benda Kálmán, irodalmár
- Bibó István, politikai gondolkodó
- Deér József, irodalmár
- Domanovszky Sándor, irodalmár
- Fleischer Gyula, művészettörténész
- Genthon István, művészettörténész
- Hajnal István, irodalmár
- Jánossy Dénes, irodalmár
- Keresztury Dezső, irodalomtörténész
- Kosáry Domokos, irodalmár
- Mályusz Elemér, irodalmár
- Mollay Károly, helytörténész
- Zádor Anna, művészettörténész

A Collegium Hungaricum különleges lakója volt 1925-26-ban József Attila, aki a Bécsi Egyetemre iratkozott be, de nem ösztöndíjasként tartózkodott az intézetben, hanem Lábán Antal igazgatónak köszönhetően, aki egy időre szállást és étkezést biztosított a fiatal költőnek. Lábán kisebb munkákat, megbízatásokat is szerzett József Attilának, aki egy kézzel írott versgyűjteményt (füzetet) ajándékozott a Collegium Hungaricum igazgatójának.

### 1949–1963

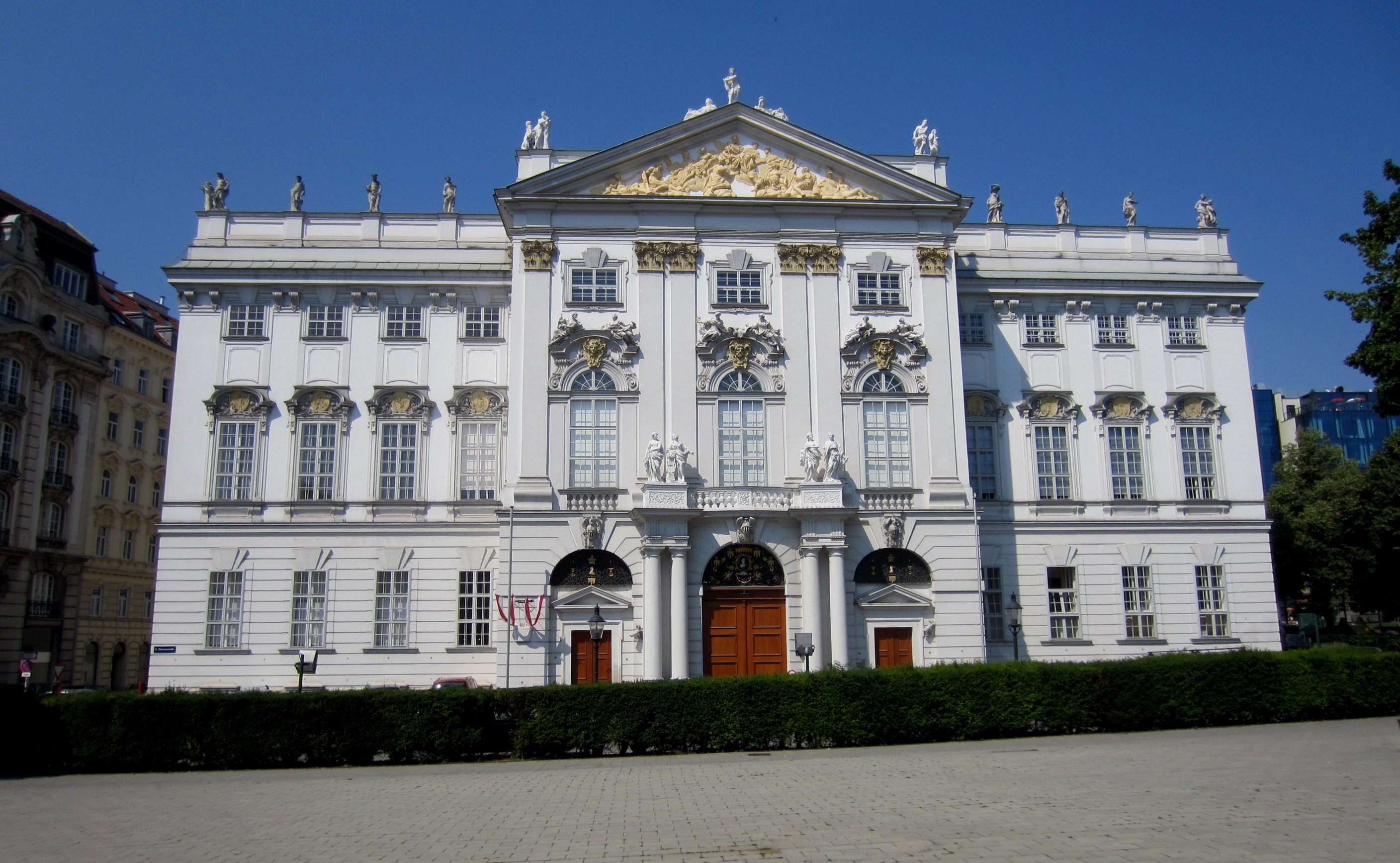
A Trautson-palota

A Magyar Kommunista Párt hatalomátvétele, a diktatúra 1949-re való kiépítése és a kelet-nyugati viszonyt meghatározó hidegháborús korszak kibontakozásának következtében, amely megnehezítette a magyar-osztrák kulturális kapcsolatok fenntartását, a töredékére csökkent a bécsi magyar kulturális intézmények tevékenysége, a Bécsi Magyar Történeti Intézetet 1948-ban pedig bezárták. Az 1949-ben kinevezett új igazgató, a már akkor is híres színésznő, Péchy Blanka, elsősorban követségi kulturális attaséként működött. A Collegium Hungaricum palotájában  az új szocialista Magyarország és a szovjet blokk vívmányait propagáló kiállításokra és rendezvényekre került sor. Az épületben 1956/57-ben ún. visszatelepítő iroda működött, vagyis itt jelentkezhettek azok, akik az 1956-os forradalom után elhagyták az országot, de végül mégis vissza kívántak térni Magyarországra. 1961-ben Bécs mindmáig kiemelkedő barokk műemlékét, a Testőrpalotát eladta a magyar állam az Osztrák Köztársaságnak, annak anyagi és eszmei értékeit, magyar múltját és kultúrtörténeti jelentőségét figyelmen kívül hagyva. Az így befolyt összegből finanszírozta az állam a jelenlegi, Hollandstraße 4. szám alatt álló épület megépítését. A palota később az Osztrák Igazságügyi Minisztérium székhelye lett, és ma is az. Falán emléktábla emlékeztet a barokk épület magyar múltjára.

### 1963-tól napjainkig
A Collegium Hungaricum 1963-ban költözött mai helyére, a Hollandstraße 4-be, amely a bécsi 2. kerületben, a Leopoldstadtban található. Feladatai, a Collegium Hungaricum Berlinhez hasonlóan, a korábbiakhoz képest lényegesen módosultak. Az intézet immár elsősorban tudományos műhelyként funkcionált, amit jól mutat, hogy a  Bécsi Magyar Történeti Intézet egészen 2000-ig nem lett újjáalakítva. A Collegium Hungaricum ettől az időszaktól kezdve főleg kulturális intézetként működött. A Kádár-kori szocializmus időszakára kettősség volt jellemző: egyrészt az intézet is az állambiztonsági tevékenységek és megfigyelések helyévé és részévé vált, másrészt programjával igyekezett egy relatíve liberális és modern Magyarország-képet közvetíteni, Kádár külpolitikájának megfelelően. A 60-as, 70-es és 80-as években az akkori magyar kulturális élet legismertebb szereplői léptek fel a Hollandstraßén. Találkozhatott a bécsi közönség az Illés együttessel, a Benkó Dixieland Banddel és a Kaláka együttessel is.
A 80-as években visszajáró vendége volt a Collegium Hungaricumnak Szabó Magda írónő, aki hosszú heteket töltött az intézetben. Számos alkalommal fel is lépett író-olvasó találkozók, felolvasóestek keretében, de emellett több regényét is bizonyítottan a házban írta, valamint nagyon szeretett operába és színházi előadásokra járni.

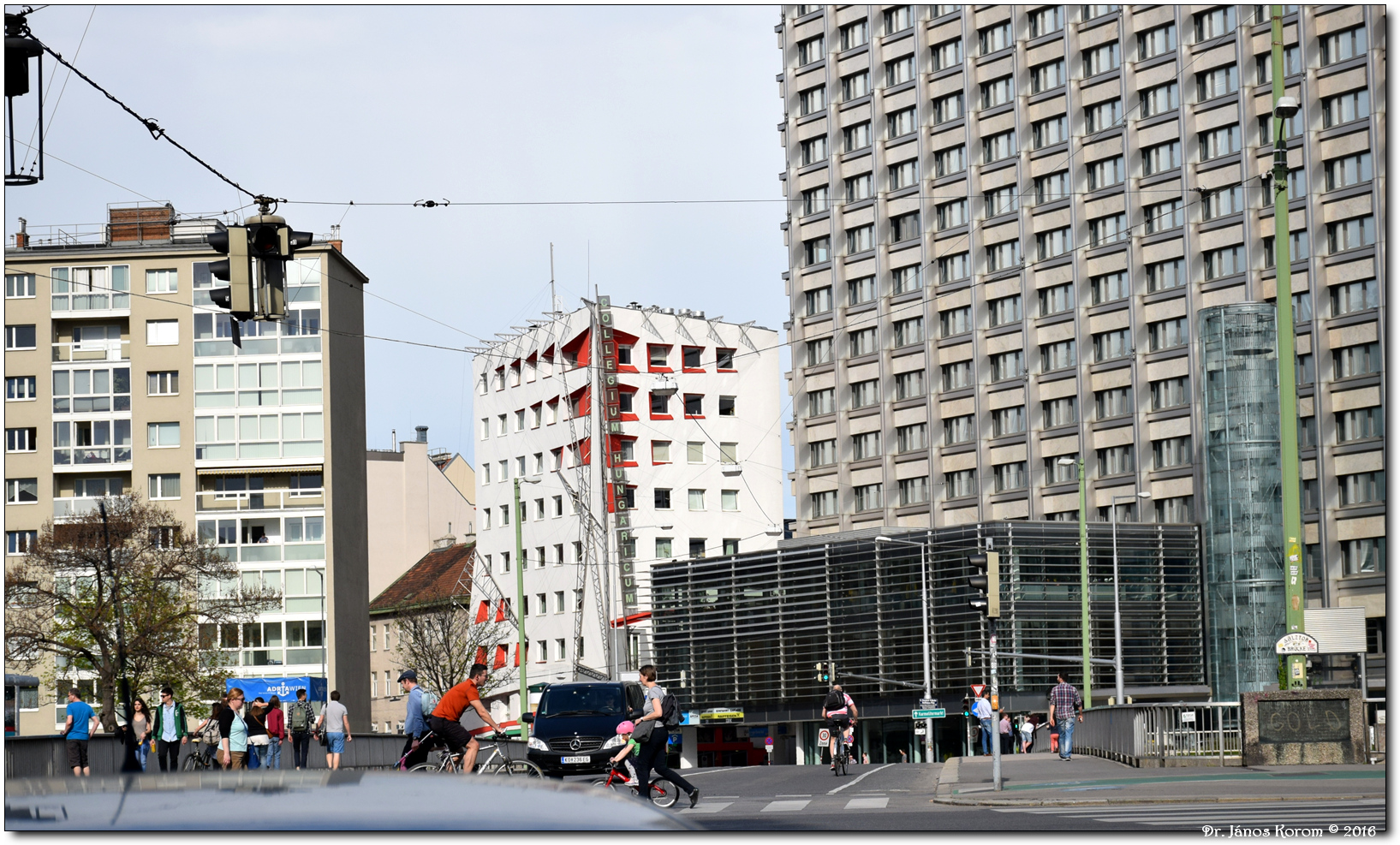
A Collegium Hungaricum mai épülete a Salztorbrücke túloldaláról

A rendszerváltás után a Collegium Hungaricum Bécs működése új irányt vett. Az intézmény korábbi államszocialista időszakból örökölt, a kommunista diktatúrát kiszolgáló politikai szerepvállalása megszűnt, a tudományos élet teljes függetlensége pedig visszaállt. Ezzel párhuzamosan megújult a Bécsben élő magyar közösségekkel való együttműködés is: a kapcsolatok friss alapokra kerültek és szorosabbá váltak. A kulturális és művészeti programok szerepe és száma jelentősen megnőtt, aminek eredményeként az intézet egyre hangsúlyosabb jelenlétet alakított ki az osztrák főváros kulturális életében. Ennek feltételeit a ház teljes körű felújítása és korszerűsítése teremtette meg: olyan nyitott terek és korszerű infrastruktúra jöttek létre, amelyek különféle művészeti események, kiállítások, előadások befogadására is alkalmassá tették az intézményt. A Collegium Hungaricum épületét 1998-1999-ben ifj. Rajk László, Balázs János és Borsos Irisz tervei alapján alaposan átépítették. A kívülről jellegzetes fémszerkezettel körülvett ház a magyar konstruktivista építészet jegyeit idézi, és a bécsiek számára a Duna-csatornát szegélyező épületek egyik különleges színfoltjává vált. A fizikai átalakulás egyben szimbolikus nyitást is jelentett: a Collegium kilépett zárt világából, és mind a magyar, mind az osztrák közönség felé újraértelmezte szerepét, a párbeszédre és közös kulturális élményekre építő nyitottság jegyében.
A 2000-es évek elejére Collegium Hungaricum a rendszerváltást követő időszak sikereinek köszönhetően megerősödött kulturális és tudományos kapcsolatokkal illetve  jó osztrák szakmai megítéléssel folytathatta munkáját. A digitális kommunikáció gyors fejlődése új kihívásokat, de egyben lehetőségeket is hozott: az intézet hangsúlyt fektetett az online jelenlétre, a vizualitásra, valamint a kortárs, digitális eszközökre építő művészeti formákra. A 2011-es magyar EU-elnökség új lehetőségeket nyitott a kulturális kezdeményezések előtt, különösen a Duna Régió Stratégiájában való részvétel révén, amelyhez a Collegium földrajzi és szellemi elhelyezkedése is kiváló alapot biztosított. Ezzel egy időben felnőtt egy új generáció, amely már csak közvetetten ismeri a rendszerváltás történelmi jelentőségét, ami ösztönzést adott arra, hogy az intézet korszerű, fiatalokat megszólító formában dolgozza fel és mutassa be a közelmúlt közös osztrák–magyar emlékeit és történelmét.
Az intézet kulturális és tudományos programjában a rendszerváltás óta leginkább az együttműködéseken és a mindkét fél számára érdekes és releváns témák kidolgozásán van a hangsúly. A Collegium Hungaricum és a Bécsi Magyar Történeti Intézet saját épületében és külső helyszíneken szervezett kulturális rendezvényeivel – kiállítások, filmvetítések, koncertek, színházi előadások, táncházak, gyermekprogramok – pedig a két nép közötti, hagyományosan jó kapcsolatok további elmélyítésére törekszik. Manapság az intézet együttműködik Bécs legnagyobb fesztiváljaival is, például a Buch Wien nemzetközi könyvvásárral vagy a Vienna Design Weekkel (Bécsi Dizájn Hét). Az intézet a magyar kulturális és tudományos élet népszerű és elismert személyiségeivel szervez programokat. Az utóbbi időkben vendége volt Szabó István Oscar-díjas filmrendező, Rubik Ernő világhírű feltaláló, Karikó Katalin Nobel-díjas tudós és Kádár L. Gellért színművész, az Ausztriában is sikerrel vetített Hunyadi tévésorozat főszereplője. Az osztrák kulturális és tudományos intézetekkel folytatott intenzív kooperációk mellett a bécsi Collegium Hungaricum tagja az európai kulturális képviseleteket tömörítő EUNIC klaszternek is. Az európai intézetekkel és követségekkel közösen szervezi az EUNICMusic és az EUNIC Literaturwoche (Irodalmi Hét) fesztiválokat.

## Az intézet centenáriuma
2024-ben a bécsi Collegium Hungaricum a berlini intézettel együttműködve ünnepelte a két CH centenáriumát, azaz alapításuk 100. évfordulóját. A bécsi jubileumi programok a személyes történetekre és az új kutatási eredményekre helyezték a hangsúlyt. A kutatások során számos, eddig ismeretlen fotó, televíziós filmanyag és írásos dokumentum került elő osztrák és magyar archívumokból, például Sőregi János korai ösztöndíjas (1924-26), későbbi debreceni múzeumigazgató többkötetes, kézzel írt és fényképekkel tarkított naplója bécsi éveiből. A programok 2025-ben a Klebelsberg Emlékév keretében is folytatódnak.